# 北極百貨的秋乃小姐
《北極百貨的秋乃小姐》是西村培創作的日本漫畫。2017年至2018年間在《Big Comic》增刊上發表，單行本全兩集。2022年榮獲第25屆日本新媒體動漫藝術節漫畫部門優秀賞。2023年改編為同名動畫電影。

## 故事大綱
秋乃是北極百貨的新手接待員，北極百貨不是一般的百貨公司，它招待的顧客是人類以外形形色色的動物，而這些動物顧客中還有一群特別的V.I.A（Very Important Animal），秋乃必須用智慧與真誠來面對各種顧客拋來的問題與挑戰。

## 動畫電影

### 製作人員
- 原作 ： 西村培『北極百貨的秋乃小姐』（小学館「Big Comic」刊）
- 監督 ： 板津匡覧
- 腳本 ： 大島里美
- 人物設定 ： 森田千誉
- 色彩設計 ： 廣瀬泉
- 美術監督 ： 立田一郎（スタジオ風雅）
- 動畫檢查 ： 野上麻衣子
- 攝影監督 ： 田中宏侍
- 編輯 ： 植松淳一
- 音響監督 ： 菊田浩巳
- 音樂 ： tofubeats
- 主題曲 ： 「Gift」（Myuk）
- 動畫制作 ： Production I.G
- 製作 ： Aniplex、Production I.G、KDDI、ADKMarketing Solutions、東販
- 配給 ： Aniplex

## 外部連結
- 動畫電影官方網站 （日語）
- 動畫電影的X（前Twitter） （日語）